# Władysław Komar
Władysław Komar (11. dubna 1940, Kaunas, Litevská SSR – 17. srpna 1998, Ostromice) byl polský atlet, olympijský vítěz ve vrhu koulí, herec a politik.
V roce 1962 skončil na mistrovství Evropy v Bělehradě čtvrtý. Na následujícím evropském šampionátu v Budapešti 1966 získal bronzovou medaili. O rok později skončil třetí na evropských halových hrách v Praze. V roce 1971 v Helsinkách vybojoval druhý bronz na mistrovství Evropy.
Největší úspěch své atletické kariéry si připsal v roce 1972 na letních olympijských hrách v Mnichově, kde získal zlatou medaili. V nesmírně vyrovnaném finále měřil jeho nejdelší pokus 21,18 m. Stříbro vybojoval Američan George Woods za výkon 21,17 m a bronz Hartmut Briesenick z NDR, který hodil 21,14 m . Komar se zúčastnil již letních her v Tokiu v roce 1964, kde obsadil deváté místo. O čtyři roky později na olympiádě v mexickém Ciudad de México skončil ve finále šestý.
Získal také dvě stříbrné (1972, 1978) a jednu bronzovou medaili (1977) na halovém ME.
V roce 1986 se objevil ve filmu Romana Polanskiho Piráti . V roce 1993 kandidoval do senátu za stranu Samoobrona Rzeczpospolitej Polskiej.
Władysław Komar zemřel v roce 1998 při automobilové nehodě. Společně s ním zahynul i Tadeusz Ślusarski, někdejší polský atlet, tyčkař, který mj. získal zlatou medaili na olympiádě v Montrealu 1976 a stříbro o čtyři roky později na letních hrách v Moskvě.